# Ekkehard Wlaschiha
Ekkehard Wlaschiha (* 28. Mai 1938 in Pirna, Sachsen; † 20. Februar 2019 in Bayreuth) war ein deutscher Opernsänger (Bassbariton).

## Leben

### Ausbildung und Anfänge
Ekkehard Wlaschiha wollte ursprünglich an der Dresdner Musikhochschule Gesang studieren, wurde jedoch bei seinem dortigen Vorsingen wegen eines angeblichen Stimmfehlers abgelehnt. Er absolvierte sein Gesangsstudium dann an der Franz Liszt-Musikhochschule in Weimar und privat bei Helene Jung.
Nach dem Studium debütierte er 1961 am Thüringischen Landestheater Gera, wo er verschiedenste Partien in Oper, Operette und Musical sang. Seine Antrittsrollen dort waren Dr. Cajus in Die lustigen Weiber von Windsor und Don Fernando in Fidelio. Es folgten Festengagements am Sächsischen Landestheater Dresden-Radebeul (1964–1966) und am Nationaltheater Weimar (1966–1970), wo er mit dem damaligen Operndirektor Harry Kupfer zusammenarbeitete. Von 1970 bis 1983 war er festes Mitglied des Opernhauses Leipzig. In dieser Zeit ging er auch mit dem Ensemble der Leipziger Oper auf erste internationale Gastspielreisen, meistens in das damals „sozialistische Ausland“. Auch war er in dieser Zeit ständiger Gast an der Dresdner Staatsoper, an der Nationaloper Sofia und am Opernhaus Leningrad. 1974 wurde er zum Kammersänger ernannt.
Während seines Leipziger Engagements trat er als Gast bereits regelmäßig an der Berliner Staatsoper auf. 1975 debütierte er dort als Don Pizarro in Fidelio. 1977/78 sang er dort den Tonio in Der Bajazzo, 1981/82 den Jochanaan in Salome, den Escamillo in Carmen und den Tomski in Pique Dame. 1982 wurde er festes Mitglied der Staatsoper Berlin. Dort sang er 1983 erstmals den Telramund in Lohengrin und trat in den großen Wagner-Partien seines Fachs (Biterolf, kurz darauf auch als Amfortas) auf. Nach seiner Festanstellung interpretierte er dort auch Rollen des italienischen Fachs wie Jago und Rigoletto. 1985 verkörperte er dort den Sebastiano in der Oper Tiefland.
Im Februar 1985 war er in der Eröffnungsvorstellung der wiederaufgebauten Dresdner Semperoper der Kaspar in Carl Maria von Webers romantischer Oper Der Freischütz. Seine Mitwirkung in dieser Hauptrolle gehörte zu Wlaschihas „Karrierehöhepunkten“. An der Dresdner Oper war er in den Folgejahren regelmäßig immer wieder zu Gast, so 1995 als Fliegender Holländer und als Telramund. 1998 hatte er dort nochmals als Pizarro einen großen Erfolg. Bei Fidelio-Aufführungen in Dresden im Jahre 2000 wiederholte er diese Rolle erneut. Im Alter von 65 Jahren nahm Wlaschiha an der Dresdner Staatsoper mit der Rolle des Pizarro 2003 Abschied von der Opernbühne.

### Gastspiele
Nach einem ersten Einspringen im Sommer 1984 als Alberich in der Götterdämmerung gehörte Wlaschiha von 1986 bis 1998 zum festen Ensemble der Bayreuther Festspiele. Er trat dort u. a. als Kurwenal (1986, Tristan und Isolde, unter Daniel Barenboim), Telramund (1987–1991 und 1993, Lohengrin), Biterolf (1992/93 und 1995), Alberich im Nibelungenring (1994–1998, unter James Levine) und als Klingsor (1998, Parsifal) auf.
1987 gastierte er mit großem Erfolg an der Staatsoper München als Jochanaan in Salome (mit Hildegard Behrens als Partnerin) und als Alberich im Nibelungenring. Seit der Spielzeit 1993/94 war er mit einem festen Gastiervertrag an der Bayerischen Staatsoper verpflichtet. Im November 1993 sang er dort den Orest in Elektra bei Christa Ludwigs Abschiedsvorstellung vom Münchner Opernpublikum. 1999 sang er dort den Alberich im vollständigen Ring-Zyklus.
Wlaschiha gastierte außerdem an der Deutschen Oper Berlin (1988, als Alberich; 1991, als Telramund), an der Hamburgischen Staatsoper (1995, als Pizarro; 1998, als Kaspar) und am Opernhaus Köln (1998, als Rheingold-Alberich).

### Internationale Karriere
1982 gastierte er in Reggio Emilia, womit seine internationale Karriere begann. Beim Musikfestival von Lausanne trat er 1983 als Kurwenal auf. Im September 1987 sang er erstmals an der Wiener Staatsoper, wo er bis 1989 in insgesamt sieben Vorstellungen als Don Pizarro, Kaspar und Jochanaan auftrat. 1988 gab er als Alberich sein Debüt an der Covent Garden Opera in London, wo er auch im Oktober 1991 („grandios in seiner Gefährlichkeit und tiefen Erniedrigung“) und erneut 1994–95 als Alberich zu hören war. 1997 übernahm er dort den Zeremonienmeister Severolus in Palestrina.
1988 sang er an der Chicago Opera und am Opernhaus von Philadelphia den Don Pizarro in Fidelio. Als Alberich debütierte er im Februar 1989 an der Metropolitan Opera in New York City, wo er bis 1993 auch als Jochanaan, Amfortas (u. a. im April 1992) und Don Pizarro regelmäßig zu hören war. Wlaschihas letzter Auftritt an der MET war im März 1997 als Alberich.
1992 sang er den Alberich bei den konzertanten Ring-Aufführungen in der Salle Pleyel in Paris. Beim Maggio Musicale Florenz sang er 1995 den Kaspar. Er gastierte weiters am Opernhaus Oslo (1996, Alberich in Götterdämmerung) sowie an den Nationalopern von Ljubljana und Bratislava. 1999 gastierte er in Sydney (als Alberich in einer konzertanten Aufführung von Siegfried) und im Festspielhaus Baden-Baden. Zu seinen letzten internationalen Auftritten gehörte 2002 der Greis Schigolch in Lulu bei der Niederländischen Oper Amsterdam.

### Privates
Wlaschiha starb im Februar 2019 im Alter von 80 Jahren. Er lebte zuletzt im Bayreuther Ortsteil Laineck. Eine langjährige künstlerische und private Freundschaft verband ihn mit seinem Sängerkollegen Hans Sotin.
Der Schauspieler Tom Wlaschiha (Game of Thrones) ist sein Neffe.

## Repertoire
Wlaschiha wurde hauptsächlich als Wagner-Interpret bekannt. Er besaß „eine von Natur aus kräftige, mit einem metallischen Kern ausgestattete Stimme“. Er sang insbesondere die großen Helden- und Charakterbariton-Partien wie Holländer, Kurwenal, Telramund, Hans Sachs, Klingsor und besonders den Alberich. Zeitweise wurde er aufgrund der Vielzahl seiner Auftritte in dieser Rolle als „Alberich vom Dienst“ tituliert.
Zu seinem weiteren Bühnenrepertoire gehörten auch die großen dramatischen Partien des italienischen Fachs wie Scarpia in Tosca, Rigoletto, Amonasro in Aida, Alfio in Cavalleria rusticana und Tonio. Außerdem sang er gelegentlich französische Partien wie Escamillo und Coppelius in Hoffmanns Erzählungen. Regelmäßig stand er als Jochanaan und Orest in den Opern von Richard Strauss auf der Bühne.
Wlaschiha galt auch als „eminenter“ Darsteller für Charakterrollen, mit „Gespür für darstellerische Zwischentöne“. Sein Alberich war „nicht per se ein Bühnenbösewicht, eher ein Mensch mit inneren Konflikten“.
Wlaschiha trat auch als Konzert- und Oratoriensänger hervor.

## Tondokumente
Wlaschihas Stimme ist in zahlreichen Opern-Gesamtaufnahmen, durch Rundfunkaufnahmen und durch verschiedene Live-Mitschnitte dokumentiert.
Seine Aufnahmen wurden unter anderem bei Philips (als Judas in der Matthäuspassion unter der Leitung von Peter Schreier, Kaspar im Freischütz unter der Leitung von Sir Colin Davis, Pizarro in Fidelio unter der Leitung von Bernard Haitink, Telramund im Lohengrin unter der Leitung von Peter Schreier), der Deutschen Grammophon (Alberich im vollständigen Nibelungenring unter James Levine, Klingsor im Parsifal unter James Levine), bei Berlin Classics (Severolus in Palestrina) und EMI (Alberich im vollständigen Nibelungenring unter Wolfgang Sawallisch) veröffentlicht. Außerdem wurden Aufführungen, in denen Wlaschiha mitwirkte, auf Video und DVD neu herausgegeben (u. a. ein Freischütz-Mitschnitt von der Wiedereröffnung der Dresdner Oper, 1985).
Für seine Interpretation des Alberich wurde Wlaschiha mit zwei Grammys ausgezeichnet.